# Lluís Carulla
Luis Carulla Canals (Espluga de Francolí (Tarragona) 21 de febrero de 1904 - Barcelona, 3 de noviembre de 1990) fue un empresario, escritor y mecenas español.

## Biografía
Nacido en una familia de boticarios, 1926 su familia se mudó a Barcelona, donde comenzó estudios de Derecho, con el objetivo de ser notario. Aún estudiante, comenzó a trabajar en el negocio local. Se casó con María Font de Carulla, con quien tuvo seis hijos. Desde muy joven, sintió una sensibilidad especial por la cultura catalana y fundó la revista El Francolí, en la que editó numerosos artículos,  fotos y dibujos. Como empresario, lanzó los condimentos de caldo Gallina Blanca en 1937, antes llamados Gallina d´Or, que tuvieron gran éxito y fueron la base de un posterior emporio comercial. En 1943, ante la buena marcha del negocio, Carulla trasladó su fábrica a otra nave mayor. Carulla fue uno de los primeros en emplear publicidad radiofónica. Posteriormente, su empresa lanzó Avecrem, que logró gran éxito. En 1954 abrió nueva fábrica en San Juan Despí. En 1965 cambió el nombre de su empresa por Agrolimen, que se convirtió en exportadora. En 2004 el grupo estaba presente en cien países, tenía treinta fábricas y ocupaba a dos mil trabajadores. Como mecenas, siempre financió el catalanismo. En 1961 fundó Òmnium Cultural con Juan Bautista Cendrós, Félix Millet, Juan Vallvé y Pablo Riera. También constituyó la Fundación Jaime I, que, en la actualidad, lleva su nombre, la editorial Barcino y el Museo de la Vida Rural, ubicada en la casa solariega de su familia en Francolí.

## Reconocimientos y distinciones
- Cruz de San Jorge (1982)
- Medalla al Mérito en el Trabajo, concedida por el gobierno de Felipe González (1987)